# Okręg wyborczy Chelmsford
Okręg wyborczy Chelmsford powstał w 1885 r. i wysyłał do brytyjskiej Izby Gmin jednego deputowanego. Okręg położony był w hrabstwie Essex. Zlikwidowano go w 1997 r., ale Komisja Rozgraniczenia Anglii i Walii odtworzyła przed wyborami w 2010.

## Deputowani do brytyjskiej Izby Gmin z okręgu Chelmsford (1885–1997)
- 1885–1892: William Beadel, Partia Konserwatywna
- 1892–1900: Thomas Usborne, Partia Konserwatywna
- 1900–1908: Carne Rasch, Partia Konserwatywna
- 1908–1923: Ernest George Pretyman, Partia Konserwatywna
- 1923–1924: Sydney Robinson, Partia Liberalna
- 1924–1926: Henry Curtis-Bennett, Partia Konserwatywna
- 1926–1931: Charles Howard-Bury, Partia Konserwatywna
- 1931–1935: Vivian Henderson, Partia Konserwatywna
- 1935–1945: John Macnamara, Partia Konserwatywna
- 1945–1950: Ernest Millington, Partia Pracy
- 1950–1964: Hubert Ashton, Partia Konserwatywna
- 1964–1987: Norman St John-Stevas, Partia Konserwatywna
- 1987–1997: Simon Burns, Partia Konserwatywna

## Deputowani do brytyjskiej Izby Gmin z okręgu Chelmsford (od 2010)
- 2010–2017: Simon Burns(inne języki), Partia Konserwatywna
- 2017–2024: Vicky Ford, Partia Konserwatywna
- od 2024: Marie Goldman(inne języki), Liberalni Demokraci